# Choo Choo TRAIN
「Choo Choo TRAIN」（チュー チュー トレイン）は日本の音楽グループ、ZOOの楽曲。1991年11月7日にフォーライフより4枚目のシングルとして発売された。作詞は佐藤ありす、作曲は中西圭三で、JR東日本「JR Ski Ski」（1991年 - 1992年）のCMソングとして制作された。

## 制作過程とリリース
1990年に新幹線駅直結のガーラ湯沢スキー場が開業し、翌1991年にJR東日本がスキー場の集客を目的とするキャンペーン「JR東日本 JR ski ski」を始動。JR東日本の広報担当者は、ZOOの「Native」を聴き、ZOOおよび中西に対して「JR東日本 JR ski ski」のキャンペーンソングの提供を依頼。JR東日本側から「英語で蒸気機関車の音を表現する擬音「Choo Choo」を歌詞に使ったリズム感のあるダンス・ミュージック」というリクエストを受けた中西は、「Choo Choo」という言葉からイメージを膨らませて作曲。小西貴雄の提案によりD.Trainの楽曲「Keep On」をイントロにサンプリングして使用。中西が作曲したメロディに、1stシングル「CarelessDance」以来、中西とともに楽曲制作を行なっていた佐藤が歌詞を付けて曲が完成。ギターの演奏は、佐橋佳幸によるもの。
1991年11月7日に8cmCDシングルとして発売され、カップリング曲として「after care」を収録。
ZOO解散後の2003年12月10日に12cmCDシングルとして発売され、カップリング曲として本作と同じく「JR東日本 JR ski ski」のキャンペーン・ソングとして使用された「YA-YA-YA」、「Ding Dong Express」、「Angelic Dream (Single Edit)」の3曲が収録された。

## 主な記録
本作は、オリコン週間シングルランキングで最高位3位を記録した。ゴールドディスクでは、1992年2月にダブル・プラチナに認定された（当時のダブル・プラチナは出荷枚数80万枚）。

## イントロのダンス

イントロにサンプリングされている楽曲「Keep On」のフレーズが流れている間における、数人が一直線上に並び、身体をグルグル回すダンスはパロディされることがある。その例として、配信ドラマ『L et M わたしがあなたを愛する理由、そのほかの物語』のWebムービー、特撮テレビドラマ『烈車戦隊トッキュウジャー』の決めポーズなどがある。
当ダンスはZOO版は正面から見て時計回りで、のちにカバーしたEXILE版は反時計回りである。回る方向が違うのはEXILEメンバーがZOO版の録画したものを見てマネたからという。

## シングル収録曲
| 全作詞: 佐藤ありす、全編曲: 岩崎文紀。 |                     |            |          |
| #                                      | タイトル            | 作詞       | 作曲     |
| 1.                                     | 「Choo Choo TRAIN」 | 佐藤ありす | 中西圭三 |
| 2.                                     | 「after care」      | 佐藤ありす | 岩崎文紀 |

| 全作詞: 佐藤ありす。 |                                 |            |           |          |      |
| #                    | タイトル                        | 作詞       | 作曲      | 編曲     | 時間 |
| 1.                   | 「Choo Choo TRAIN」             | 佐藤ありす | 中西圭三  | 岩崎文紀 | 4:34 |
| 2.                   | 「YA-YA-YA」                    | 佐藤ありす | 横山輝一  | 岩崎文紀 | 5:12 |
| 3.                   | 「Ding Dong Express」           | 佐藤ありす | 羽田一郎  | 水島康貴 | 4:39 |
| 4.                   | 「Angelic Dream (Single Edit)」 | 佐藤ありす | 上田知華  | 小野澤篤 | 4:49 |
| 合計時間:            | 合計時間:                       | 合計時間:  | 合計時間: | 19:14    |      |

## カバー
1992年に山本京子が「Choo Choo TRAIN -memories-」としてカバー。
1998年に作曲を担当した中西圭三がアルバム『SONGS』でセルフカバー。
2003年に元ZOOのメンバーだったHIROがリーダー兼パフォーマーを務めるEXILEが同年夏のa-nationでカバー。後に10枚目のシングルとして発売され、オリコン週間シングルランキングで最高位2位を記録。
2004年に藤井岳彦が『beatmania IIDX』シリーズ楽曲「CHOO CHOO TRAIN(dnb mix)」としてカバー。
2007年にシュノーケル、チャットモンチー、Base Ball Bearがスプリット・ツアー『若若男女サマーツアー'07』のアンコールでカバー。
2013年11月にEXILE ATSUSHIがワイキキ・シェルでの屋外ライブ『EXILE ATSUSHI SPECIAL SOLO LIVE in HAWAII』でカバー。翌2014年3月に発売されたアルバム『Music』の特典CDでもカバー。同じく2014年にはEXILE TRIBEがアルバム『EXILE TRIBE REVOLUTION』でカバー。
2018年にMAY'Sがアルバム『デュエットしようよ』でSHIKATAとのデュエットでカバー
2021年にEXILE TAKAHIROが雑誌『TAKAHIROじゃらん』の特典CDでカバー。
2022年11月16日にFANTASTICS from EXILE TRIBEがカバー、12枚目のシングルとして発売された。振付は世界が担当し、冒頭のロールダンスとサビのダンスはそのままに、メロディーと間奏のみ変更されている。さらに、アウトロのコーラスにはパフォーマー全員が参加。Billboard Japan Top Singles Salesで最高位5位、オリコン週間シングルランキングで最高位6位を記録。